# (1870) Главк
(1870) Главк (лат. Glaukos, др.-греч. Γλαῦκος) — троянский астероид Юпитера, двигающийся в точке Лагранжа L5, в 60° позади планеты. Астероид был открыт 24 марта 1971 года голландскими астрономами К. Й. ван Хаутеном, И. ван Хаутен-Груневельд и Томом Герельсом в Паломарской обсерватории и назван в честь Главка (сын Антенора), одного из персонажей древнегреческой мифологии.

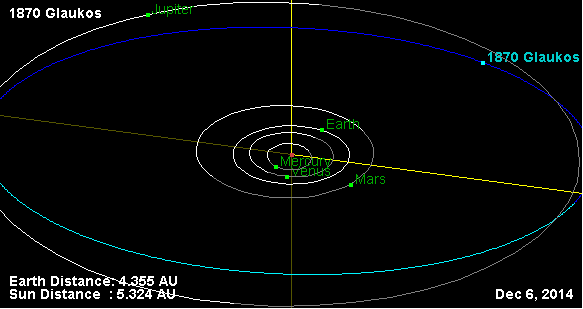
Орбита астероида Главк и его положение в Солнечной системе